# Așii amanetului
Așii amanetului (Pawn Stars) este un serial de televiziune american de pe History Channel, produs de Leftfield Pictures. Serialul este filmat în Las Vegas, Nevada și reprezintă jurnalul activităților zilnice ale magazinului de amanet non-stop al familiei Harrison. Personajele principale sunt Richard Harrison („Bătrânul”), fiul său, Rick Harrison (care a deschis magazinul împreună cu tatăl său în 1988), fiul lui Rick, Corey (care lucrează aici de când se știe) și prietenul din copilărie al lui Corey, Austin Russell („Chumlee”). Serialul a devenit rapid cea mai vizionată emisiune a canalului și ocupa poziția a doua după Jersey Shore ca popularitate dintre toate emisiunile de acest gen.
A debutat pe History la 6 iulie 2009, iar din decembrie 2010 este transmis și de canalul frate Lifetime.
Emisiunea prezintă relația personalului cu clienți care vin să vândă sau să amaneteze diferite obiecte personale unele de o valoare îndoielnică altele adevărate „mărturii ale istoriei americane”,  uneori se poartă discuții aprinse între personal și clienți cu privire la prețul acestora. Istoria diverselor artefacte este povestită din fundal de Richard, Rick și Corey sau, ocazional, de Chumlee. Adeseori când membri familiei Harrison nu au cunoștințe despre un anumit artefact sunt chemați experți din diverse domenii care dau detalii interesante despre istoria acestor obiecte. Aceștia apar cu regularitate în serial, precum Rick Dale de la Rick′s Restauration, gazda și el a unei emisiuni de la History, American Restauration, lansat în octombrie 2010.

## Distribuție

### Personalul magazinului
- Rick Kevin Harrison - fondatorul și coproprietarul casei de amanet. Este poreclit „Sppoter” și spune că este în astfel de afaceri de la 13 ani. A deschis magazinul împreună cu tatăl său în 1988. Spune că a renunțat la liceu în clasa zecea, deoarece câștiga 2000 $ pe săptămână din vânzarea de poșete Gucci contrafăcute.
- Richard Benjamin[1] "The Old Man" Harrison – (născut 4 martie 1941[2])  - tatăl și partenerul lui Rick, originar din Lexington, Carolina de Nord[3] el a fost primul care sosea dimineața la lucru,[4]) a fost un veteran al „US Navy” și a fost pasionat de mașini. El a fost primul care ajungea la magazin dimineața și nu a avut o zi de concediu medical din 1994, acesta a murit pe data de 25 iunie 2018.
- Corey "Big Hoss" Harrison – fiul lui Rick, poreclit "Big Hoss" lucrează la magazin de la vârsta de 9 ani când lustruia bijuterii.[5] El este șeful a 30 de angajați care se ocupă de activitățile obișnuite de amanet ale magazinului, el făcând și cele mai multe achiziții. Este pregătit de tatăl său spre a prelua într-o zi magazinul. Intră deseori în conflict cu tatăl și bunicul său din cauza dezordinii din magazin sau a unor achiziții prea scumpe.
- Austin "Chumlee" Russell - prieten din copilărie al lui Corey și angajat al amanetului.
- Danielle "Peaches" Rainey – casier și evaluator.
- Fat Back – mecanic.
- Scott – angajat ocazional, prieten cu Rick, vizitează târgurile de licitații în căutare de artefacte pentru magazin.
- Johnny – mecanic.[6]
- Antwaun – agent de pază.[7][8]

### Apariții ocazionale. Experți
Specialiști sunt sunați ocazional de către personalul amanetului pentru a autentifica anumite artefacte sau pentru a determina valoarea unor obiecte. Următorii au apărut în cel puțin două episoade:
- Mark Allen – Interpret și colecționar de antichități despre Vestul Sălbatic, proprietar al Wild West Arts Club și Western Stage Props.[9][10][11][12][13]
- Brenda Anderson – Expert grafolog și proprietara Expert Handwriting Analysis.[14][15]
- Jesse Armoroso – Expert în instrumente cu corzi, proprietar la Cowtown Guitars.[16][17][18]
- Joe Ashman – Expert în arme, deține Ashman's Pioneer Market din Fillmore, Utah.[19][20]u
- Jeremy Brown – Expert în sport și cartele memoriale din sport, deține Ultimate Sports Cards & Memorabilia.[21][22]
- Rick Dale – Restaurator și artist în metal, deține Rick's Restorations.[23][24][25] Dale are și propria emisiune American Restoration la History Channel.
- Tony Dee – Expert în arme de foc antice.[26]
- Bob Demel – Expert în antichități, în special, militare, deține Antiques, Arms & Armor Historical Investments, Coto de Caza, California.[27]
- Ferdinand Geitner – Expert ceasornicar, deține Montecito Clock Gallery.[28][29]
- Mark Hall-Patton – Expert în istoria secolului XX, administrator la Clark County Heritage Museum și Howard W. Cannon Aviation Museum at McCarran Airport.[30][31][32] Hall-Patton este expertul cel mai des consultat de familia Harrison.[33]
- Johnny Jimenez – Expert în jucării de colecție, deține Toy Shack of Las Vegas.[34][35]
- Danny Koker – Restaurator de motyociclete și automobile, deține Count’s Kustoms.[36][37][38][39]
- Wally Korhonen – Restaurator de mașini clasice, proprietar la Rusty Nuts Rods and Customs.[9][40][41]
- Dana Linett – Expert în artefacte di istoria americană timpurie, inclusiv perioada colonială și a primilor președinți.[42][43][44]
- Mark Logan – Expert în automobile rare, președinte la Nevada Classics, Inc. și Shelby Cars Northwest.[45][46]
- Brett Maly – Expert în  arte frumoase  de la Art Encounter din Las Vegas.[47]
- Drew Max – Grafolog la Authentic Autographs Unlimited.[48][49][50]
- Paul Milbury – Proprietar la Military Historical Arms & Antiques, expert în efecte militare și arme din perioada 1776 - Al Doilea Război Mondial.[51]
- Sean Rich – Expert armurier pentru sec. XVI-XVII, deșine Tortuga Trading Inc.[52][53][54]
- Rebecca Romney – Expert în cărți rare, manager la Las Vegas Gallery of Bauman Rare Books.[55][56][57]
- Charles Roof – Specialist în arcuri de la Pacific Archery Sales.[58]
- Murray SawChuck – Magician și istoric al magiei de la Murray Productions Inc.[59]
- Matthew C. Shortal – Expert în aeronautică, pilot pe F-18 absolvent al „Top Gun”.[60]
- Bill Ybarzabal – Restaurator de bărci la A1A Marine Tech.[61][62]

## Istoric
Așii amanetului a început cu Brent Montgomery și Gaines Colby de la Leftfield Pictures, care au fost impresionați de casele de amanet eclectice și oarecum ponosite din Las Vegas în timpul unei vizite de week-end din 2008 pe care au făcut-o în oraș. Intuind că astfel de magazine ar putea conține personaje unice, au căutat un magazin de familie în jurul căruia să construiască un serial TV. Au găsit Gold & Silver Pawn Shop la mai puțin de doi kilometri de Strip Boulevard din Las Vegas, al cărui director, Rick Harrison, încerca fără succes să organizeze un spectacol bazat pe magazinul său de ani de zile. Au creat un serial, numit inițial „Istorie amanetată”, difuzat pe cablu. Președintele History, Nancy Dubac, care dorea crearea de programe mai atractive și mai populare pentru a echilibra grila postului specializată pe programe militare, a preluat serialul și l-a ajustat spre a-l aduce în concordanță cu brand-ul de rețea, incluzând experți care să-și spună părerea despre articolele aduse în casa de amanet, fără a descuraja conflictele interpersonale dintre protagoniștii spectacolului. Rețeaua a redenumit serialul în „Pawn Stars” sperând să fie mai plăcut și mai ușor de ținut minte. 
Deși bijuteriile sunt elementul cel mai frecvent aduse la casa de amanet,  majoritatea clienților prezentați în episoade aduc o varietate de obiecte vintage sau antichități. Magazinul are 12.000 de articole în inventarul său (iulie 2011) dintre care 5000 sunt din amanetare. Fiecare episod este alcătuit din segmente dedicate acestui tip de articole, aproximativ cinci sau șase în fiecare episod, în care fie Rick, fiul său, Corey, sau tatăl lui Richard Harrison (cunoscut sub numele de "Bătrânul"), explică faptele istorice din spatele obiectului. În cazul în care cei din familia Harrison nu sunt în măsură să evalueze un obiect, se consultă cu un expert care stabilește autenticitatea și valoarea potențială și, în cazul de elemente care necesită reparații, costul de restaurare. O parte din emisiune este centrată pe relețiile interpersonale și conflictele dintre Rick, Corey, Bătrânul, și prietenul lui Corey din copilărie, Austin "Chumlee" Russell, care, de asemenea, lucrează la magazin.
În iulie 2011, Harrison a semnat un contract de reînnoire pentru 80 de episoade în următorii 4 ani.

## Emisii în alte țări
- Australia - Seven Network
- Bulgaria - History (as Спецове в заложната къща ["Maeștri amanetului"])
- Brazilia - History (as Trato Feito ["Tranzacție încheiată"])
- Canada – History Television, Historia (the French version is called Pawn Stars: prêteurs sur gages ["Stelele amanetului"])
- Croația - HRT (as ["Zalagaonica"])
- Cehia - History (as Hvězdy zastavárny - ["Stele în amanet"])
- Finlanda - JIM (as Panttilainaamo - ["Amanetul"]
- Germania – History (as Die Drei vom Pfandhaus ["Cei trei de la amanet"])
- Ungaria – History (as Zálogcsillagok ["Stelele amanetului"])
- Indonezia - History
- Israel – History (as היסטוריה למכירה ["Istorie de vânzare"])
- Italia - History (as Affari di famiglia ["Afacere de familie"])
- Japonia - History (as  (アメリカお宝鑑定団 ポーン・スターズ Amerika Otakara Kantei Dan Pōn Sutāzu?, lit. "Descoperitori de comori din USA"))
- America latină – History (as El Precio de la Historia ["Prețul istoriei"])
- Malaezia – History
- Malta - History, Bio.
- Mexic - History
- Olanda - History
- Norvegia – MAX (as Pantelånerne i Las Vegas ["Evaluatorii din Las Vegas"])
- Polonia - History (as Gwiazdy Lombardu ["Pawnshop Stars"])
- Romania - History, Pro Arena (as Asii Amanetului)
- Serbia - History (as Zvezde Zalagaonica ["Steaua amanetului"])
- Singapore - History
- Slovenia - History (as Zastavljalnica ["Amanetul"])
- Africa de Sud - History
- Thailanda - History
- Marea Britanie – History, Bio., Channel 5